# 廿日市市役所前（平良）駅
廿日市市役所前（平良）駅（はつかいちしやくしょまえ へらえき）は、広島県廿日市市新宮一丁目にある広島電鉄宮島線の駅。駅番号はM32。
廿日市市役所、はつかいち文化ホール「さくらぴあ」の最寄駅である。

## 歴史
当駅は1984年（昭和59年）、平良駅（へらえき）の名で宮島線の広電廿日市駅 - 宮内駅間に新規開業した。開業当初は駅へ至る道路も十分に整備されておらず、駐輪場は併設されていたものの接続交通機関に乏しい駅だった。そこで廿日市市役所の新庁舎が完成した1997年（平成9年）、駅へのアクセス道路（ふれあい通り、都市計画道路平良駅通線）の整備が計画される。道路の整備は2000年（平成12年）度に始まり、2年後には駅前広場を残して一部区間の供用を開始、2004年から2005年度にかけては駅前広場の整備に伴い当駅の設備も改修された。駅の改修については、道路整備事業と並行して国土交通省による「幹線鉄道等活性化事業費補助（乗継円滑化）」を一体的に活用することで実現され、国と市が事業費の一部を負担した。この補助制度はそれまで鉄道どうしの乗り継ぎに適用されてきたが、当駅については鉄道と駅前広場に乗り入れるバスの乗り継ぎに初めて適用された。
整備事業が完了し都市計画道路が全通したのは2006年（平成18年）6月1日。同日に当駅は廿日市市役所前（平良）駅に改称し、名実ともに廿日市市の新たな核となる駅に生まれ変わった。駅は改修により上下ホームの間に構内踏切を設置、下りホームは駅前広場の位置に合わせて約40メートル移設され、広場に設けられたバス停留所と一体化。これにより鉄道とバスを同一平面で円滑に乗り継ぐことができるようになり、当駅は新たな交通結節点として機能するようになった。当駅の整備をきっかけに、翌2007年（平成19年）には同じ宮島線の広電阿品駅でも鉄道のホームとバス停を一体化させる改修工事が実施されている。

### 年表
- 1984年（昭和59年）11月1日：平良駅として開業[9][10]。
- 1997年（平成9年）12月：都市計画道路平良駅通線および駅前広場の整備事業を計画[4]。
- 2000年（平成12年）度：都市計画道路の工事着手[4]。
- 2004年（平成16年）度：駅前広場整備に並行して、駅および周辺施設の改修を実施[6]。
- 2006年（平成18年）
  - 1月28日：駅の移設工事が完了。同日より新駅に停車する[11]。
  - 6月1日：都市計画道路が全線供用開始[4]。駅名を廿日市市役所前（平良）駅に改称[2][12]。
  - 6月2日：駅前広場が完成、広電バスが乗り入れ開始[13]。

## 駅構造
2面2線の地上駅。互いのホーム位置は斜めにずれていて、路線の起点から見て手前に広電西広島（己斐）駅方面へ向かう上りホーム、奥に広電宮島口駅方面へ向かう下りホームがある。両ホームは構内踏切で結ばれる。2006年に改修される前は構内通路がなかったため、ホームの行き来には迂回をする必要があった。
下りホームは同一平面にバス停留所を併設しており、電車乗り場の反対側にバスが横付けすることで両者の対面乗り換えが可能である。上りホームとの間も段差は一切無く、完全バリアフリーの駅である。
駅の周囲には駐輪場、多機能トイレが備わる。

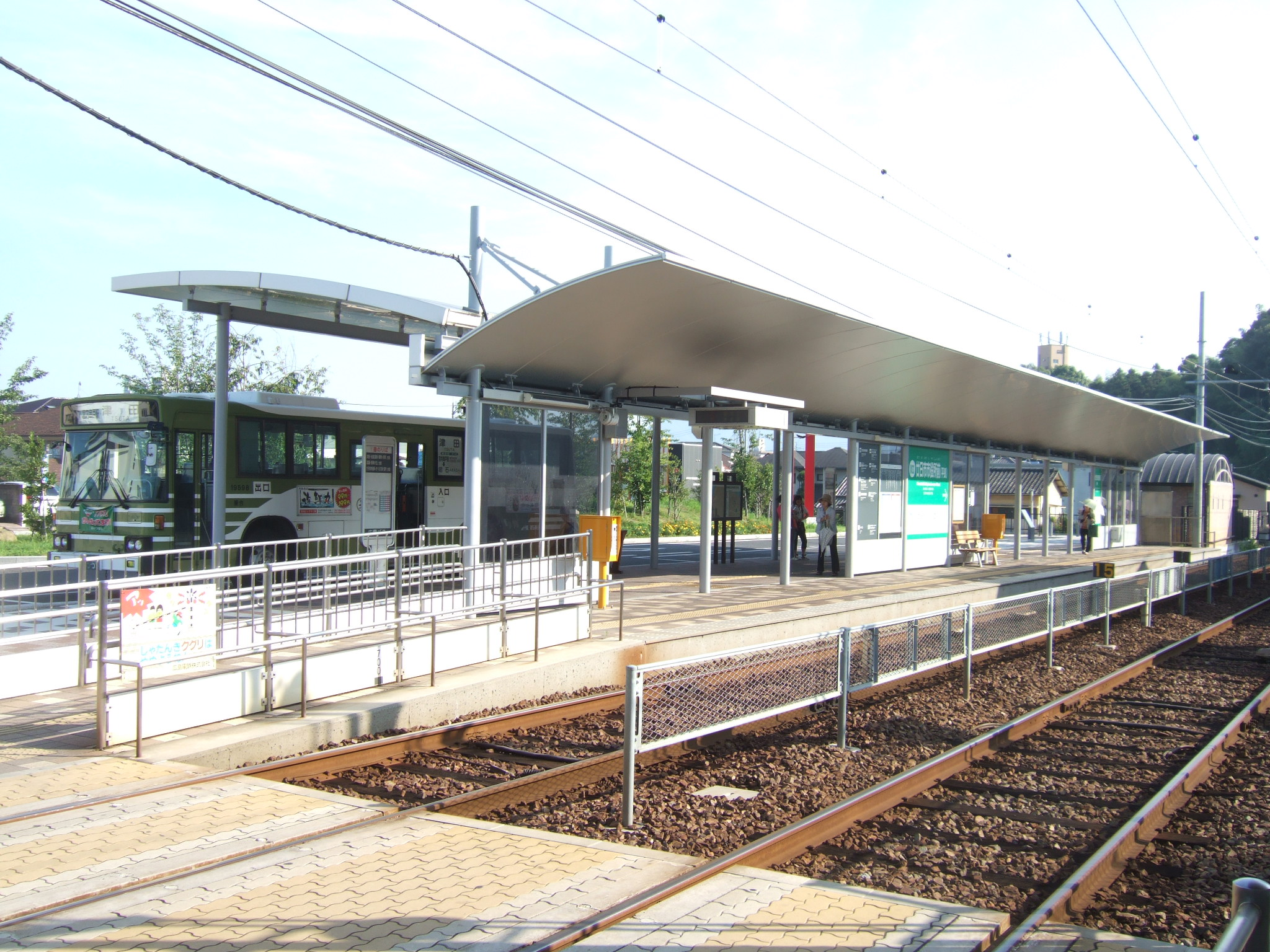
広電宮島口方面ホーム（奥に見えるバス停と一体化している）
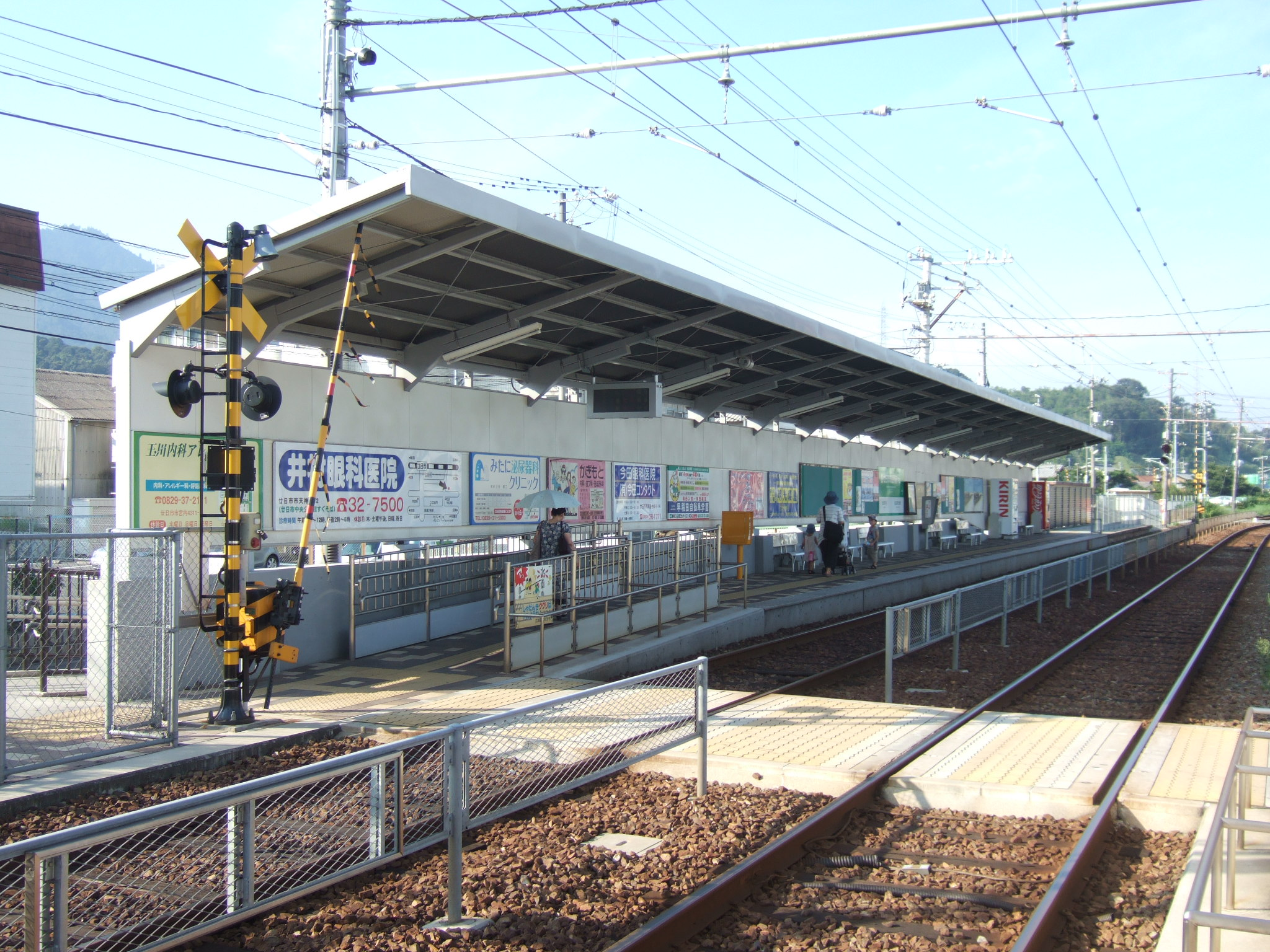
広電西広島方面ホームと構内踏切

## 利用状況
「廿日市市統計書」または「移動等円滑化取組報告書（鉄道駅）」によると、近年の1日平均乗降人員は以下の通りである。
| 年度                | 1日平均 乗降人員 |
| ------------------- | ---------------- |
| 1994年（平成06年）  | 1,391            |
| 1995年（平成07年）  | 1,482            |
| 1996年（平成08年）  | 1,672            |
| 1997年（平成09年）  | 1,569            |
| 1998年（平成10年）  | 1,520            |
| 1999年（平成11年）  | 1,605            |
| 2000年（平成12年）  | 1,716            |
| 2001年（平成13年）  | 1,372            |
| 2002年（平成14年）  | 1,429            |
| 2003年（平成15年）  | 1,436            |
| 2004年（平成16年）  | 1,493            |
| 2005年（平成17年）  | 1,525            |
| 2006年（平成18年）  | 1,789            |
| 2007年（平成19年）  | 1,895            |
| 2008年（平成20年）  | 2,172            |
| 2009年（平成21年）  | 2,365            |
| 2010年（平成22年）  | 2,448            |
| 2011年（平成23年）  | 2,515            |
| 2012年（平成24年）  | 2,539            |
| 2013年（平成25年）  | 2,571            |
| 2014年（平成26年）  | 2,650            |
| 2015年（平成27年）  | 3,397            |
| 2016年（平成28年）  | 3,477            |
| 2017年（平成29年）  | 3,308            |
| 2018年（平成30年）  | 3,120            |
| 2019年（令和 元年） | 3,055            |
| 2020年（令和02年）  | 2,388            |
| 2021年（令和03年）  | 2,429            |
| 2022年（令和04年）  | 2,672            |

## 駅周辺
西側には住宅街が広がる。東側は元々住宅街であったが、廿日市市の新宮地区整備およびシビックコア地区整備計画により再開発が行われている。駅前広場から伸びるふれあい通り（都市計画道路平良駅通線）はシビックコア地区の中心を貫くシンボル道路の一部を形成し、沿道には官公庁や文化施設が集約されている。市役所より南側の臨海部には工業施設が立ち並ぶ。
- 廿日市市役所
- はつかいち文化ホール（さくらぴあ）
- 廿日市市総合保健福祉センター（あいプラザ）
- 廿日市地方合同庁舎
  - 広島法務局廿日市支局
  - 廿日市税務署
  - 廿日市労働基準監督署
- 廿日市市スポーツセンター（サンチェリー）
- 廿日市郵便局
- 新宮中央公園
- ティナコート（商業施設）
- ゆめタウン廿日市
- 新宮神社
- 国道2号
- 廿日市市郷土資料室
- 木材港

## バス路線

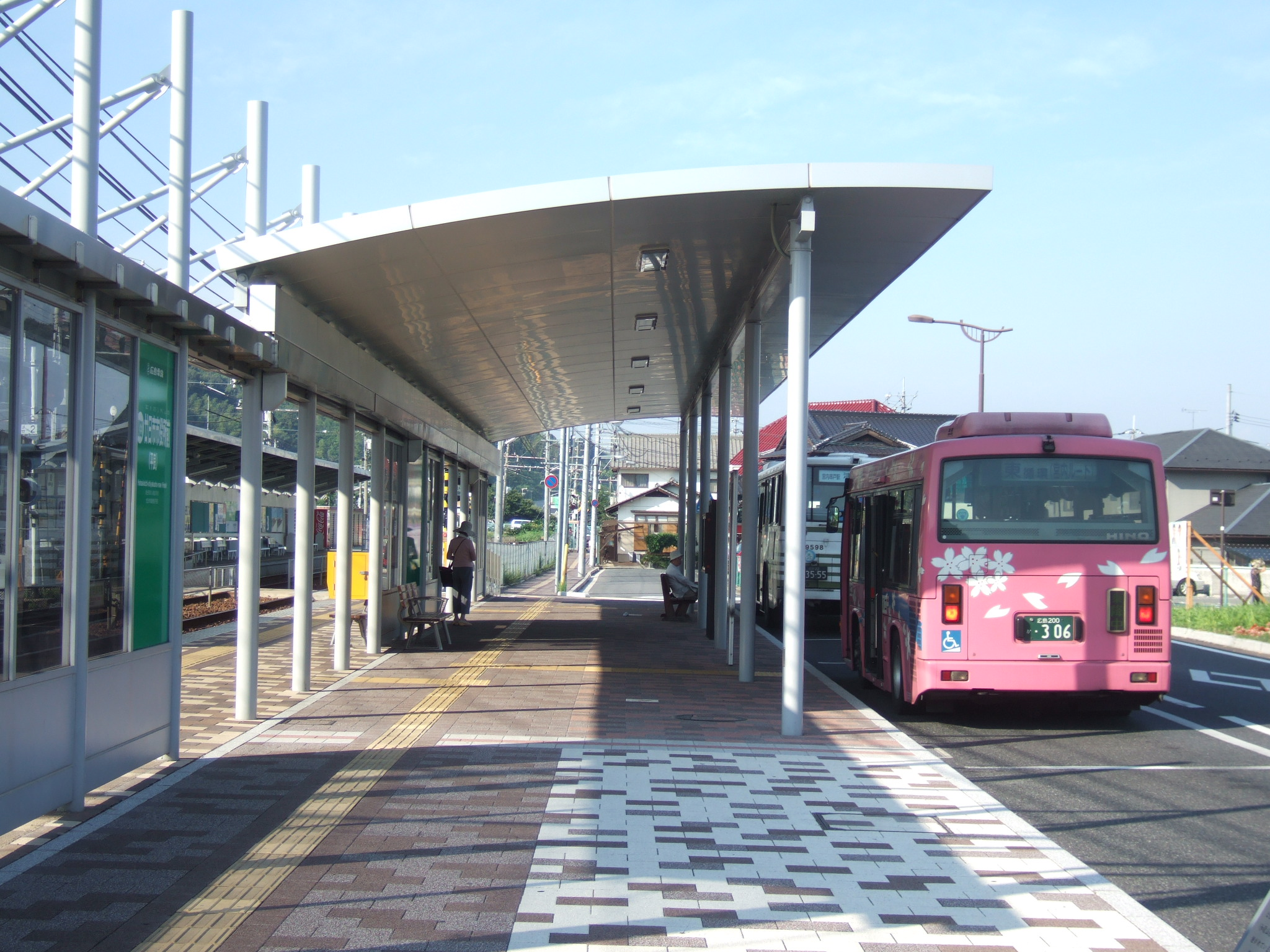
駅バス停（2009年8月）

2006年に駅前広場が整備されるまでは駅前の道路は幅員狭小でバスは乗り入れることができず、最寄りのバス停は徒歩9分ほどの国道2号沿いにしかなかった。広場の整備に合わせて廿日市市は広島電鉄に対して当駅へのバス乗り入れを要望し、広電バスの路線が駅前まで延伸された。また、廿日市市のコミュニティバス「廿日市さくらバス」の路線も乗り入れている。
- 広電バス[17]　1番乗り場
  - 路線番号12  四季が丘線（ゆめタウン廿日市経由・宮内串戸駅）宮園・四季が丘（四季が丘北）行
  - 路線番号13  佐伯線（宮内串戸駅）佐伯支所・津田方面

- 廿日市さくらバス[18]　2番乗り場
  - 阿品台ルート
  - 宮内ルート
  - 佐方ルート
  - 原ルート

## 隣の駅
広島電鉄
■宮島線
広電廿日市駅 (M31) - 廿日市市役所前（平良）駅 (M32) - 宮内駅 (M33)
- 当駅と宮内駅の間には広島電鉄唯一のトンネルである串戸トンネルがある。